# Гускино (Псковская область)
Гускино — деревня в Новоржевском районе Псковской области. Входит в состав Барутской волости.
Расположена в 15 км к востоку от города Новоржев и в 3 км к западу от деревни Барута.
Численность населения по состоянию на 2000 год составляет 45 жителей.